# Walter Hill (botànic)
Walter Hill (1820 – 1904) va ser un botànic i pteridòleg australià; primer superintendent i mantenidor dels jardins botànics de Brisbane. Va ser botànic colonial de Queensland. La seva signatura abreujada com a botànic és: W. Hill

## Honors

### Epònims
- (Acanthaceae) Tetramerium hillii Happ[1]
- (Aizoaceae) Astridia hillii L.Bolus[2]
- (Orchidaceae) Peristeranthus hillii (F.Muell.) T.E.Hunt[3]